# La Farga de Moles
La Farga de Moles è una entità municipale decentralizzata del municipio Les Valls de Valira nella comarca dell'Alt Urgell nella Provincia di Lleida in Catalogna sul fiume Valira.
Il nome è dovuto alla presenza di una fucina (farga) in funzione fino a metà del XIX secolo.
La Farga de Moles è l'ultimo centro abitato presso il confine con Andorra e dista solo un chilometro dal confine tra Spagna e Andorra.
La festa major si celebra il 15 agosto, il giorno della Costituzione Andorrana il 14 marzo e la festività della Nostra Signora di Meritxell si festeggia l'8 settembre.
Il valico catalano-andorrano di La Farga de Moles è quello più utilizzato dagli spagnoli che si recano ad Andorra.

## Distanze
- La Seu d'Urgell 9 km
- Sant Julià de Lòria 4,5 km
- Os de Civís 11 km
- Andorra la Vella 11 km
- Puigcerdà 58 km
- Lleida 140 km
- Perpignano 160 km
- Barcellona 187 km